# Naakthond

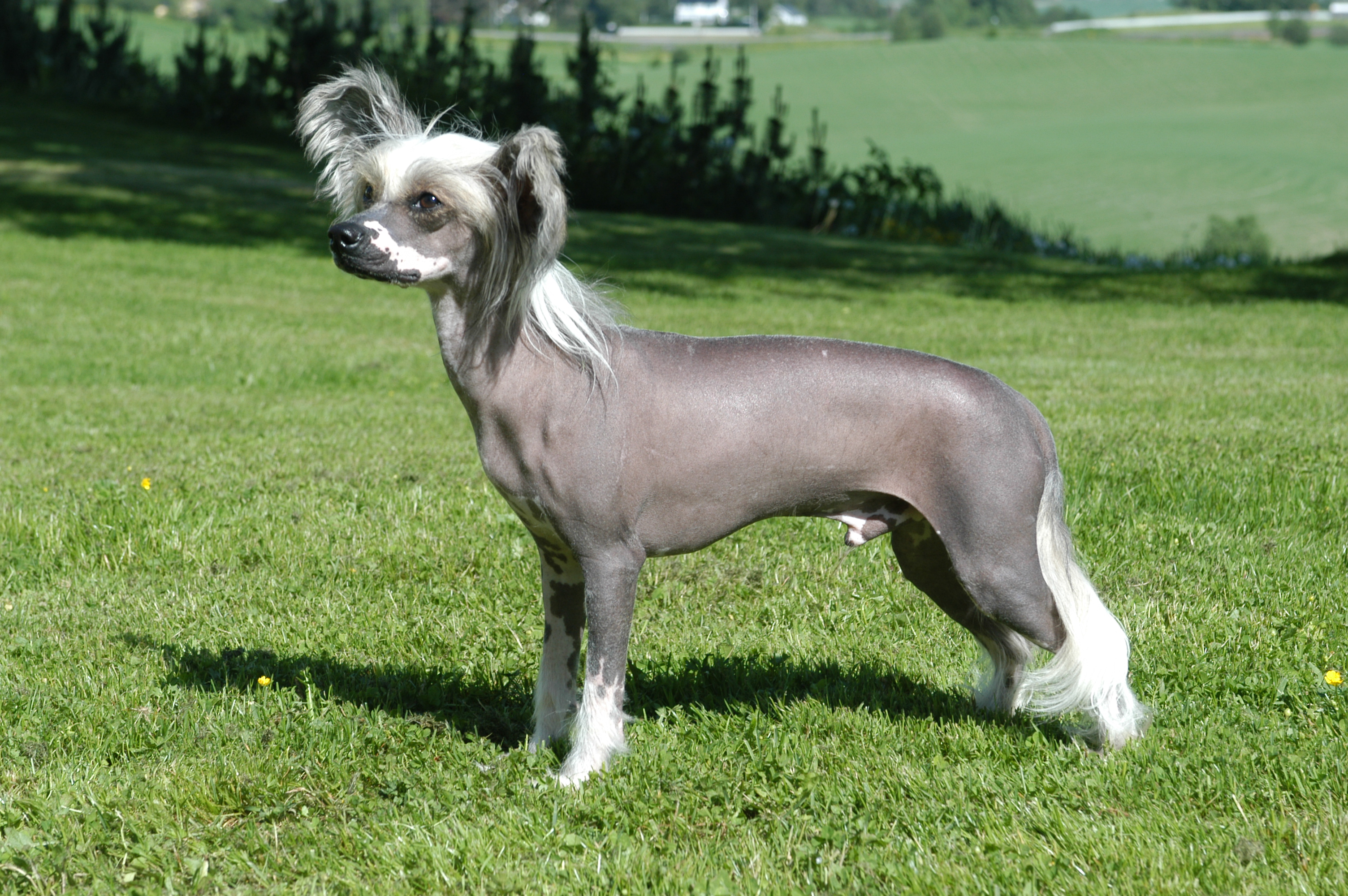
Chinese gekuifde naakthond

Een naakthond is een hond zonder haar. Dit kan gelden voor het hele lichaam, maar ook voor bepaalde gedeeltes van het lichaam.
Haarloosheid bij honden is een genetisch bepaalde eigenschap. Er zijn twee soorten genen bekend die naaktheid veroorzaken.
Het ene is dominant en het andere recessief.
Een naakthond is niet per se een rashond. Er zijn echter in de loop van de tijd vier soorten naakthonden als ras ontstaan.

## Het dominante gen
De Chinese gekuifde naakthond, de Peruaanse naakthond en de Mexicaanse naakthond hebben allen het dominante gen voor haarloosheid.
Daardoor worden er ook geheel behaarde honden geboren. Bij de Chinese naakthond heet deze erkende variëteit "Powder Puff"(dat wil zeggen dat je met ze mag fokken en showen).
Bij de andere rassen heet het "behaard" en zijn de honden niet erkend.
Het dominante gen voor haarloosheid is waarschijnlijk homozygoot-lethaal. Dat wil zeggen, dat een genenpaar nooit twee dominante genen kan hebben. Foetussen met deze eigenschappen sterven reeds in de baarmoeder af.
Dit heeft als gevolg dat de geboorteverhouding naakt:behaard gemiddeld op 2:1 moet liggen.
Uit gesprekken met fokkers, komen andere verhoudingen. Die verschillen van 1:0 tot 8:1.
Daardoor rijst het vermoeden dat er nog andere factoren meespelen. Dit is (nog) niet onderzocht.

## Het recessieve gen
De Amerikaanse naakthond bezit het recessieve gen.